# Big Air Freestyle
Big Air Freestyle  est un jeu vidéo de course de moto-cross. Il a été développé par Paradigm Entertainment et édité par Infogrames. Il est sorti exclusivement sur GameCube en 2002.